# Hybothorax palparicida
Hybothorax palparicida är en stekelart som beskrevs av Boucek 1974. Hybothorax palparicida ingår i släktet Hybothorax och familjen bredlårsteklar. Inga underarter finns listade i Catalogue of Life.